# Ike Duffey
Isaac Walker "Ike" Duffey (Lagro, Indiana; 31 de mayo de 1906 - 4 de abril de 1967) fue un hombre de negocios y ejecutivo estadounidense que dirigió como entrenador de forma interina a los Anderson Packers de la NBA, equipo del que era propietario y manager general.

## Trayectoria deportiva

### Ejecutivo
Duffey era el propietario de los Anderson Duffey Packers, equipo para el que adquirió una franquicia en la NBL en 1946. El equipo hasta ese momento se denominaba Anderson Chiefs. Era el presidente cuando en la temporada 1948-49 se hicieron con el título de campeones.

### Entrenador
Tras la fusión con la BAA que daría lugar a la NBA, perdió al hasta entonces entrenador, Murray Mendenhall, que se fue a los Fort Wayne Pistons, y convirtió a su pívot, Howie Schultz, en jugador-entrenador. Pero Schultz fue traspasado a mitad de temporada, y se puso el propio Duffy a dirigir al equipo durante 3 partidos, antes de que se hiciera cargo del mismo Doxie Moore, hasta ese momento manager general del equipo.
Pero el equipo jugaba en una ciudad pequeña, con escasa asistencia de púbico, lo que hizo que económicamente no fueran bien las cosas. Duffey vendió el equipo, que jugaría una temporada más en una liga menor, la NPBL, antes de su desaparición. Volvió a su negocio de embasado de carne que regentaba con su hermano, pero acabó también vendiendo el negocio para dedicarse a su verdadera pasión, el mundo de los trenes. Se convirtió en un magnate del ferrocarril. Fue nombrado presidente de uno de los últimas líneas de cercanías, la Central Indiana Railway, asignándose un sueldo simbólico de un dólar al año. Falleció víctima de un cáncer en 1967.

## Estadísticas de su carrera en la NBA
| Equipo           | Temp.   | P | V | D | %V-D | Finalizó | PP | VP | DP | %V-DP | Resultado |
| ---------------- | ------- | - | - | - | ---- | -------- | -- | -- | -- | ----- | --------- |
| Anderson Packers | 1949-50 | 3 | 1 | 2 | .333 |          |    |    |    |       | -         |
| Total            |         | 3 | 1 | 2 | .333 |          |    |    |    |       |           |